# Hearts Don't Lie
Hearts Don't Lie è un singolo della cantante pop australiana Gabriella Cilmi, pubblicato il 6 giugno 2010 dall'etichetta discografica Island. Il video del brano è stato pubblicato già nella prima metà del mese di maggio dello stesso anno.
La canzone che ha dato il titolo al singolo è stata scritta da Miranda Cooper, Brian Higgins, Tim Powell, Gabriella Cilmi e Owen Parker ed è stata prodotta da Brian Higgins e dalla squadra di produttori discografici Xenomania. È stata estratta come secondo singolo dal secondo album di inediti della cantante, Ten.
Il video vede la cantante cantare e ballare la canzone ad una festa, fino a quando la festa non finisce e lei, stanca, se ne va.

## Tracce
Promo - CD-Single (Island - (UMG)
1. Hearts Don't Lie - 4:04